# Sebastiano Galeati
Sebastiano Galeati (Imola, 8 febbraio 1822 – Ravenna, 25 gennaio 1901) è stato un cardinale e arcivescovo cattolico italiano.

## Biografia
Nacque a Imola da Vitale Galeati (10/7/1791-13/5/1856), cancelliere vescovile
e notaio, amico del cardinale Giovanni Mastai Ferretti e da Chiara Sabbatani (30/12/1792-14/12/1845). Compì gli studi tra il seminario diocesano e Roma, dove si laureò in utroque iure. Ordinato sacerdote, celebrò la prima Messa nel 1844.

Successivamente assunse in diocesi incarichi amministrativi di elevata responsabilità.
Il 4 agosto 1881 fu nominato vescovo di Macerata e Tolentino. La consacrazione avvenne dieci giorni dopo.
Il 23 maggio 1887 venne chiamato a reggere l'arcidiocesi di Ravenna.
Papa Leone XIII lo elevò al rango di cardinale nel concistoro del 23 giugno 1890.
Morì il 25 gennaio 1901 all'età di 78 anni.

## Genealogia episcopale
La genealogia episcopale è:
- Cardinale Scipione Rebiba
- Cardinale Giulio Antonio Santori
- Cardinale Girolamo Bernerio, O.P.
- Arcivescovo Galeazzo Sanvitale
- Cardinale Ludovico Ludovisi
- Cardinale Luigi Caetani
- Cardinale Ulderico Carpegna
- Cardinale Paluzzo Paluzzi Altieri degli Albertoni
- Papa Benedetto XIII
- Papa Benedetto XIV
- Cardinale Enrico Enriquez
- Arcivescovo Manuel Quintano Bonifaz
- Cardinale Buenaventura Córdoba Espinosa de la Cerda
- Cardinale Giuseppe Maria Doria Pamphilj
- Papa Pio VIII
- Papa Pio IX
- Cardinale Raffaele Monaco La Valletta
- Cardinale Sebastiano Galeati